# Lercara Friddi
Lercara Friddi es un municipio de 7.068 habitantes en la provincia de Palermo, en Sicilia, Italia, localizada a unos 45 kilómetros del sureste de Palermo.
En el pasado Lercara Friddi fue un importante centro minero, el único en la Provincia de Palermo para extraer azufre.
Lercara Friddi está en la falda de colle Madore, entre el valle del Lantro y el de Fiumetorto y del Platani. Está en la ruta Palermo - Agrigento, a una altura media de 670 metros.

Ubicación de la ciudad de Lercara Friddi dentro de la provincia de Palermo.

## Evolución demográfica
| Gráfica de evolución demográfica de Lercara Friddi entre 1861 y 2001 |
|                                                                      |
| Fuente ISTAT - Elaboración gráfica por parte de Wikipedia            |